# Karim Zaza
Karim Zaza (en árabe: كريم زازا) (Dinamarca, 9 de enero de 1975) es un futbolista danés, aunque también tiene nacionalidad marroquí. Juega de portero y su equipo actual es el Aalborg BK.

## Biografía
Karim Zaza nació en Dinamarca, aunque sus padres son de origen rifeño provenientes de Nador. Es por esto que tiene doble nacionalidad.
En su juventud comenzó en la posición de delantero, aunque finalmente se decantó por la portería. Empezó su carrera profesional en el FC Copenhague. Con este equipo gana una Copa de Dinamarca en 1997.
Juega en calidad de cedido en el Fremad Amager y en el Silkeborg IF.
En 2000 Karim Zaza ficha por el Odense BK. Allí realiza un gran trabajo, siendo elegido mejor portero del fútbol danés en dos ocasiones. Conquista otra Copa de Dinamarca en 2002.
En 2003 se marcha a jugar al Brøndby IF. En su primer año vuelve a ser elegido mejor portero del fútbol danés. En 2005 el equipo realiza una muy buena temporada consiguiendo tres títulos: Liga, Copa y Copa de la Liga. Ese año Karim Zaza sufrió una lesión que le mantuvo apartado de los terrenos de juego unos meses, y a su regreso se encontró con que su compañero Casper Ankergren le había ganado la titularidad en la portería. 
A raíz de esto, en la temporada 2006-07 emigra a Alemania, donde se une al Rot-Weiss Essen, que militaba por aquel entonces en Segunda división. El objetivo de ese año, que era la permanencia, no se consiguió y el equipo acabó descendiendo de categoría.
A su regreso a Dinamarca firma un contrato con el club Aalborg BK. Se proclama campeónde de Liga en 2008.
Una severa lesión en una de sus rodillas precipito su retiro del futbol profesional en el año 2014.

## Selección nacional
Ha sido internacional con la Selección de fútbol de Marruecos en 4 ocasiones. Su debut con la camiseta nacional se produjo el 4 de junio de 2000 en un partido contra Jamaica.

## Clubes
| Club                 | País      | Año       |
| -------------------- | --------- | --------- |
| FC Copenhague        | Dinamarca | 1995-2000 |
| Fremad Amager        | Dinamarca | 2000      |
| Silkeborg IF         | Dinamarca | 2000      |
| Odense BK            | Dinamarca | 2000-2003 |
| Brøndby IF           | Dinamarca | 2003-2006 |
| Rot-Weiss Essen      | Alemania  | 2006-2007 |
| Aalborg Boldspilklub | Dinamarca | 2007-     |

## Títulos
- 2 Ligas de Dinamarca (Brøndby IF, 2005; Aalborg BK, 2008)
- 3 Copas de Dinamarca (FC Copenhague, 1997; Odense BK, 2002; Brøndby IF; 2005)
- 2 Copas de la Liga danesa (Brøndby IF, 2005 y 2006)
- 3 premios Det Gyldne Bur (mejor portero del año en el fútbol danés) (2001, 2002 y 2003)